# Eutanyacra saguenayensis
Eutanyacra saguenayensis är en stekelart som först beskrevs av Léon Abel Provancher 1888.  Eutanyacra saguenayensis ingår i släktet Eutanyacra och familjen brokparasitsteklar. Inga underarter finns listade i Catalogue of Life.